# Média-Participations
Média-Participations is een Belgisch-Frans mediaconcern dat zich specialiseert in strips. Het concern is onder meer eigenaar van de uitgeverijen Dargaud, Dupuis en Le Lombard.